# Karja (Vorname)
Karja ist ein seltener weiblicher Vorname.

## Herkunft
Der Name Karja geht auf die Figur der Mixteken-Indianerin in den Romanen von Karl May zurück. Sie kommt in dem Roman Waldröschen (1882–1884) und einer daraus entnommenen Episode in Old Surehand II (1895) vor, außerdem in den Filmen Der Schatz der Azteken und Die Pyramide des Sonnengottes.